# Chemin de fer Lens - Frévent
Le chemin de fer Lens - Frévent est une ancienne ligne de chemin de fer secondaire qui a circulé entre ces deux villes dans le département du Pas-de-Calais entre le 1er décembre 1895 et 1948. Construit à voie métrique, il était exploité par la compagnie des Chemins de fer économiques du Nord (CEN).
Il fut appelé familièrement Le tortillard de Lens à Frévent.

## Histoire
L'avant projet du « chemin de fer de Lens à Frévent », réalisé par l'ingénieur civil Deguisne, est mis à l'enquête le 23 décembre 1884. La commission d'enquête propose quelques modifications et demande que ce chemin de fer d'intérêt local à voie étroite soit déclaré d'utilité publique. Au mois d'août le Conseil général prévoit une subvention de 800 000 fr pour le futur concessionnaire. En 1885, l'ingénieur Deguisne, demandeur de la concession, est en train de collecter des souscriptions, il a déjà réuni 23 550 fr sur les 71 000 fr qui lui sont nécessaires pour pouvoir signer le contrat de concession. Les ingénieurs du contrôle examinent ses réponses à la demande d'études complémentaires sur la « variante d'Agnières aux abords de la station d'Aubigny ».
La convention pour une concession d'une ligne de Lens à Frévent, à voie métrique, longue d'environ 53 km, avec : 34 km en site propre et 19 km intégré sur des chemins vicinaux et des voies urbaines, est signée le 15 février 1890 entre le préfet du Pas-de-Calais, Alapetite, et le président du conseil d'administration de la société anonyme des chemins de fer économiques du Nord. Le « chemin de fer d'intérêt local, à voie étroite, de Lens à Frévent » est déclaré d'utilité publique par la loi N°23 du 8 août 1890. 
La ligne de Lens à Frévent est mise en service le 1er décembre 1895.
- fermeture le 31 mai 1948
- Il fallait environ 3 h pour relier Lens à Frévent

Ce petit train transportait de nombreux voyageurs mais aussi des marchandises, en particulier du charbon et des fruits et légumes pour alimenter le marché de Lens.

## Infrastructure

### Ligne
| Infrastructure |                                                               |
|                | Dépôt, installation technique ou voyageurs (stations, gares). |
|                | Emprise en site indépendant.                                  |
|                | Emprise en tunnel.                                            |
|                | Pont en site indépendant.                                     |
|                | Voie de service ou de fret.                                   |

- Longueur de la ligne : 53,3 km.

| Type de site utilisé (état 1930) | Type de site utilisé (état 1930)  | Type de site utilisé (état 1930) |
| Total                            | Voie en chaussée ou en accotement | Voie en site propre              |
| -------------------------------- | --------------------------------- | -------------------------------- |
| 53,3 km                          | 21,956 km                         | 31,344 km                        |
| 100 %                            | 41,2 %                            | 58,8 %                           |

Entre Bouret-sur-Canche et le terminus de la gare de Frévent, la plateforme de la ligne est en site propre et commune avec celle des Chemins de fer du Nord.

### Gares
À l'exception de la seconde gare de Liévin dotée d'un bâtiment à l'architecture unique, reconstruit après la Première Guerre mondiale, les gares et aubettes présentes sur la ligne sont de 2 types différents, l'un pour les gares présentant un bâtiment intégralement en briques à un étage et trois travées (1a) auquel peut-être adjoint une halle à marchandise (1b) et le second pour les haltes, comportant une aubette. Les CEN utilisent également, divers types de bâtiments classiques (remises, châteaux d'eau).

La ligne possède en outre, plusieurs gares de jonction avec la  Chemins de fer du Nord à Lens, Aubigny-en-Artois et Frévent.
Les gares n'appartenant pas aux CEN sont en italique.
Type : type de bâtiment standardisé, «u» bâtiment à l'architecture unique, «nc.» non concerné dans le cas de bâtiments d'autres compagnies, voir CEN, section arrêts pour la description des modèles standardisés d'arrêts.
| Illustration | Nom                 | Ville               | Type | Remarques                                       |
| ------------ | ------------------- | ------------------- | ---- | ----------------------------------------------- |
|              | Liévin              | Liévin              | 1b   | Voir la section : Les voies à Liévin et la gare |
|              | Liévin              | Liévin              | u    | Voir la section : Les voies à Liévin et la gare |
|              | Souchez             | Souchez             | 1a   |                                                 |
|              | Carency             | Carency             | 2    |                                                 |
|              | Villers-au-Bois     | Villers-au-Bois     | 1a   |                                                 |
|              | Camblain-l'Abbé     | Camblain-l'Abbé     | 1a   |                                                 |
|              | Izel-les-Hameaux    | Izel-lès-Hameaux    | 1a   |                                                 |
|              | Noyelle-Vion        | Noyelle-Vion        | 1a   |                                                 |
|              | Avesnes-le-Comte    | Avesnes-le-Comte    | 1b   |                                                 |
|              | Liencourt           | Liencourt           | 2    |                                                 |
|              | Estrée-Wamin        | Estrée-Wamin        | 1a   |                                                 |
|              | Rebreuve-sur-Canche | Rebreuve-sur-Canche | 2    |                                                 |

### Les voies à Liévin et la gare
À la mise en service, la ligne emprunte la grand-rue de Liévin (avenue Jean Jaurès et rue Jean Baptiste Défernez) en voie unique et site banal avant de partir en site indépendant toujours en voie unique vers le sud au niveau de la rue Hoche. La gare de Liévin est à l'origine située dans le quartier de la Haute-Ville (actuel square Waldo Patzer, 50° 25′ 25″ N, 2° 47′ 08″ E) en accotement de la grand-rue. Elle se compose d'un bâtiment d'un type standardisé (1b) rencontré sur les réseaux des CEN du Nord et du Pas-de-Calais comportant un bâtiment intégralement en briques à un étage et trois travées auquel est adossé une halle à marchandise. La gare est démolie durant la Première Guerre mondiale et en 1923, un projet de reconstruction est adopté, la nouvelle gare doit être établie à un nouvel emplacement au centre de Liévin à l'extrémité nord de l'avenue Arthur Lamendin avant le croisement avec la rue Marie Liétard (50° 25′ 12″ N, 2° 46′ 22″ E). Pour ce faire un nouveau tracé en partie en site indépendant est adopté bifurquant de la grand-rue de Liévin à hauteur du square Barbusse qui après avoir desservi la gare, rattrape l'itinéraire de la ligne par la rue Marie Liétard. Les travaux réalisés, la nouvelle gare est mise en service en novembre 1925. À l'inverse des bâtiments aux plans standardisés construits par la compagnie sur ses réseaux du Nord et du Pas-de-Calais et du bâtiment de la première gare, la nouvelle gare possède une architecture unique.
La seconde gare a été démolie après la fermeture de la ligne entre 1973 et 1975.

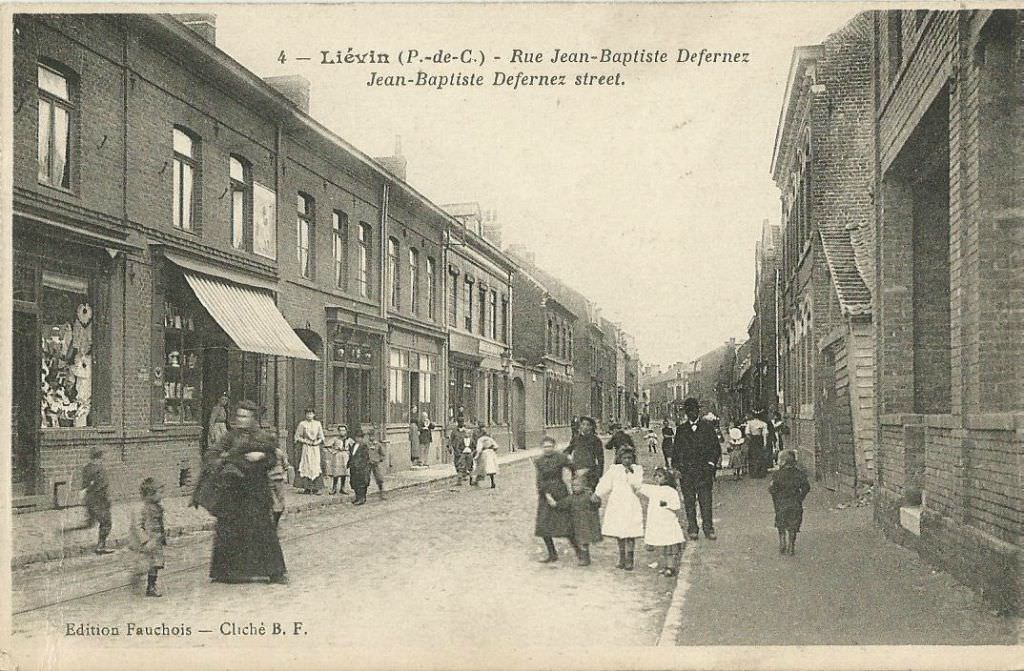
La voie unique en site banal sur la grand-rue de Liévin (rue Jean Baptiste Défernez).
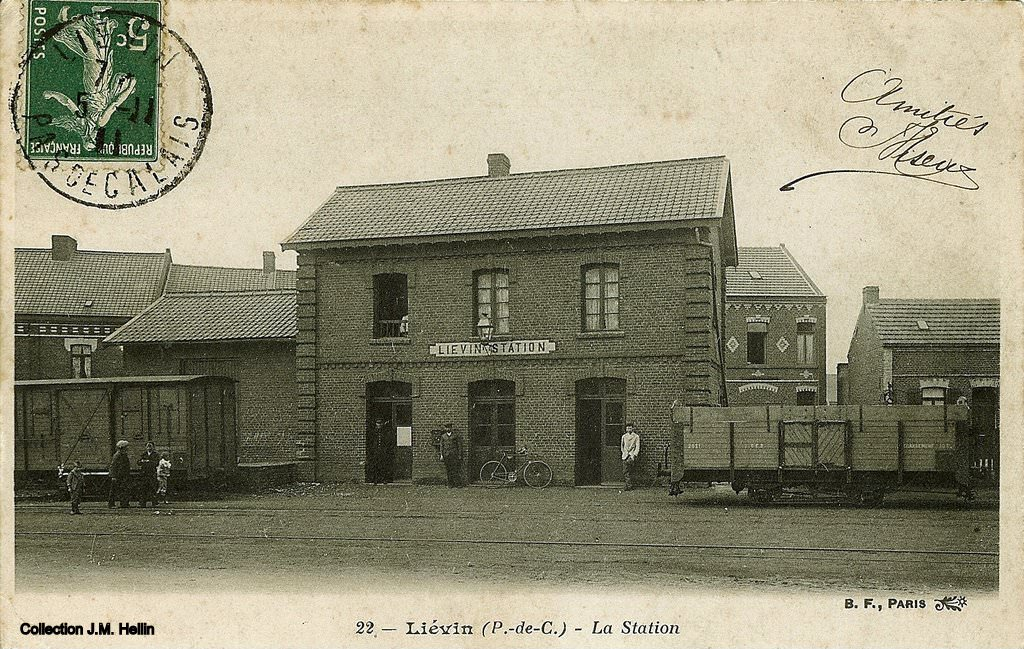
La première gare de Liévin située sur l'actuel square Waldo Patzer en accotement de la grand-rue.
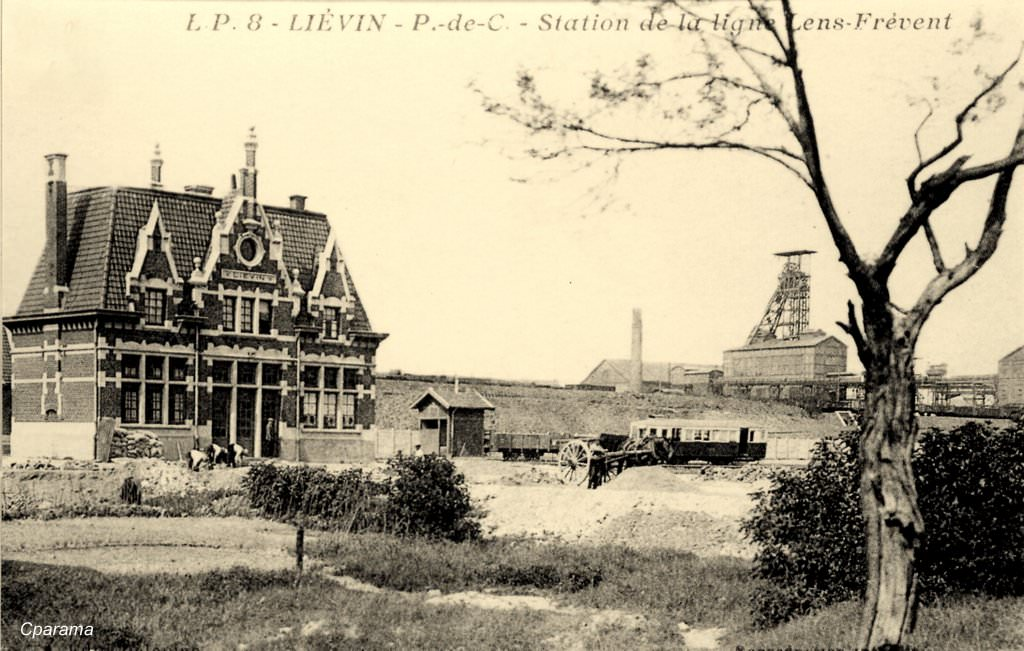
Le seconde gare de Liévin au bout de l'avenue Arthur Lamendin, un autorail du service partiel Lens - Liévin est en gare.

## Matériel roulant

### Locomotives à vapeur

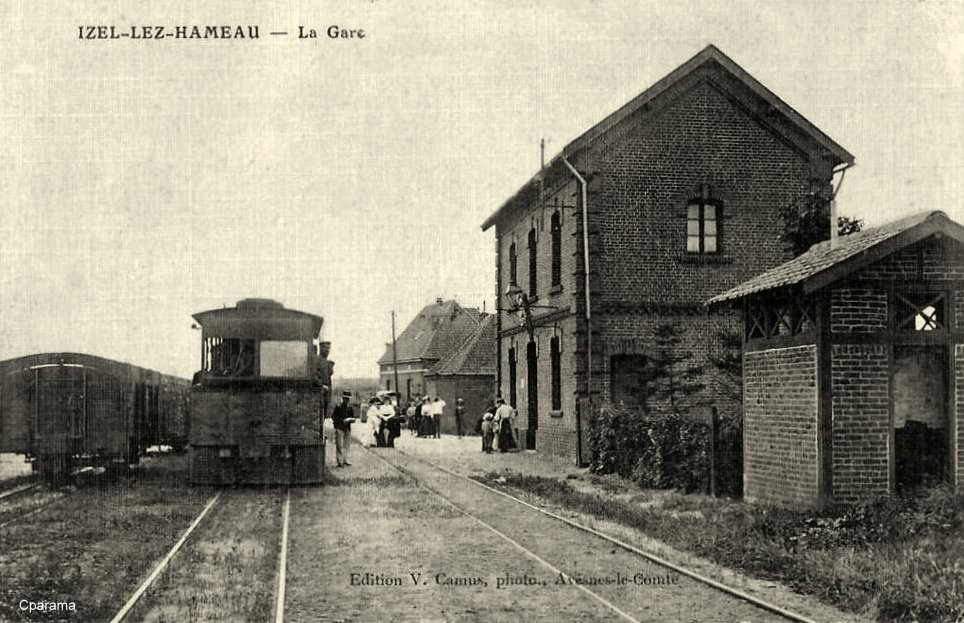
Locomotive bicabine en gare d'Izel-les-Hameaux.

La Société de Chemins de Fer Economique du Nord possédait pour cette ligne 7 locomotives bicabines, 30 voitures et 139 wagons de marchandises.
- No 21 à 25, type 030T bicabine, livrées en 1894 par la Société Franco-Belge;
- No 28 à 29, type 030T bicabine, livrées en 1895 par la Société Franco-Belge.

Les locomotives no 23 et 30, de type 030T bicabine ont été endommagées par fait de guerre, puis reconstruites et livrées en 1924 par les Établissements Piguet à Lyon,, l'une pour le chemin de fer de Lens à Frévent, la seconde pour le tramway de Saint-Amand à Hellemmes, la 23 est par la suite mutée sur la ligne Boulogne - Bonningues

### Automotrices à essence
En décembre 1925, la compagnie met en service un service renforcé entre la gare de Lens et la gare de Liévin. Pour ce faire elle achète quatre automotrices à essence Renault Scemia RS dont deux sont achetées neuves et deux autres achetées d'occasion à un réseau de la Marne. À l'origine dans une livrée sombre similaire à celles des locomotives à vapeur bicabines, les automotrices vont par la suite être repeintes dans une livrée comportant une bande claire en partie supérieure et une bande de couleur en partie inférieure.

Ces quatre automotrices sont affectées au service renforcé entre Lens et Liévin mais sont parfois engagées jusqu'à Souchez. Elles sont mises hors service au début de la Seconde Guerre mondiale par manque d'essence et le service renforcé est remplacé par une ligne d'autobus roulant au gazogène. Elles ne seront cependant jamais remises en service, le service d'autobus devenant permanent en remplacement du service ferré renforcé.

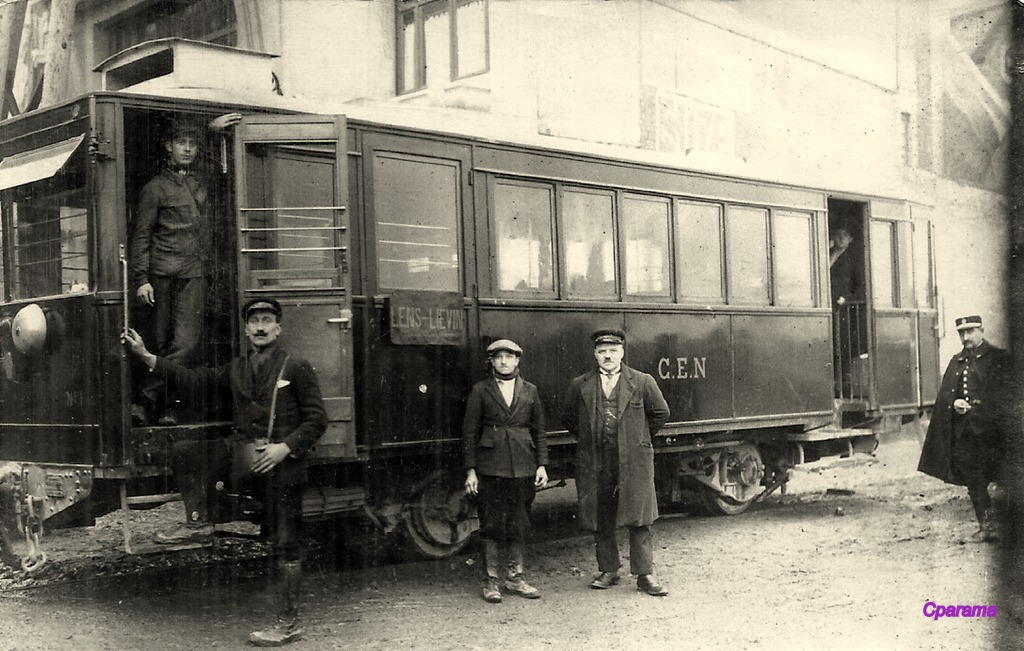
date inconnue Autorail en état d'origine sur le service partiel vers Liévin au terminus de la gare de Lens, des plaques de destination « Lens - Liévin » sont apposées sur les portes d'accès voyageurs.
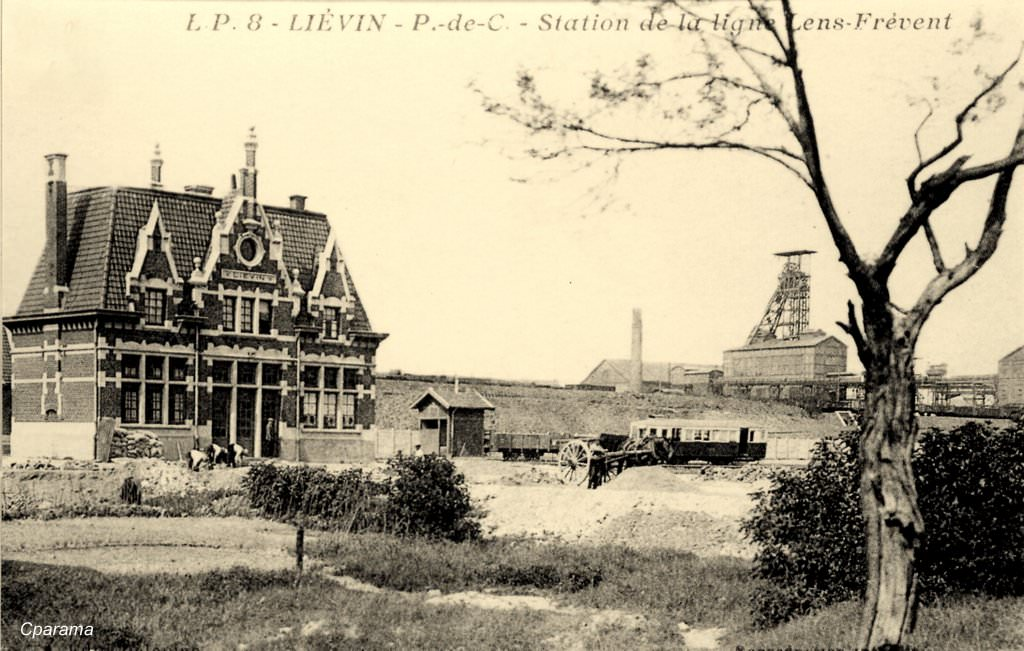
date inconnue Autorail au terminus de la gare de Liévin (sur la gauche à l'arrière-plan), la livrée est différente de celle d'origine.